# 鄧迪島
63°30′S 055°55′W / 63.500°S 55.917°W

鄧迪島是南極洲的島嶼，屬於茹安維爾群島的一部分，位於南冰洋海域，長24.9公里、寬21.6公里，面積383.3平方公里，最高點海拔高度600米，島上無人居住。